# 信濃のコロンボ
『信濃のコロンボ』（しなののコロンボ）および『信濃のコロンボ事件ファイル』（しなののコロンボじけんファイル）は、内田康夫の推理小説『信濃のコロンボシリーズ』を原作とし、その推理小説に登場する竹村岩男を主人公に据えた実写映像化作品シリーズ。
- 林隆三版（テレビ朝日、1982年12月4日）
- 布施博版（TBS、1995年2月27日）
- 堺正章版（フジテレビ、1998年5月1日 - 2000年6月2日）
- 中村梅雀版（テレビ東京・BSジャパン、2001年11月14日 - 2009年9月9日）
- 寺脇康文版（TBS、2013年10月7日 - 2017年11月20日）
- 伊藤淳史版（テレビ東京、2020年6月8日 - ）

## 登場する警察官たち
竹村岩男
主人公。初めは長野県警察の交番巡査だったが、長野県警飯田署の警部補に抜擢される。その後、難事件を解決したことが認められ、長野県警捜査一課警部補に昇進。現在は長野県警捜査一課警部の地位である。
大森修治
竹村が飯田署の巡査部長だったときの飯田署の署長である。竹村の功績が認められた際、上司だった大森も同時に昇進し、長野県警北署の署長に就任。後に長野県警刑事部長の地位になった。
岡部和雄
竹村が飯田署の巡査部長だったときに、難事件を抱えていた竹村から捜査協力を依頼された、警視庁のエリート刑事の岡部和雄は、竹村と共に捜査に奔走して、難事件を解決したことがきっかけになって、警視庁捜査一課警部に昇進した。
長野県で発生した事件が東京と関係する場合、竹村が岡部に捜査協力をして、共に事件解決に向けて捜査に奔走する。竹村と岡部は盟友である。
木下真司 / 吉井
竹村が長野県警捜査一課警部補に昇進して、竹村の部下に木下真司刑事と、吉井部長刑事が登場し、竹村の右腕として活躍している。

## 林隆三版
『死者の木霊』（ししゃのこだま）は、1982年12月4日にテレビ朝日系「土曜ワイド劇場」で放送された。主演は林隆三。

### キャスト（林隆三版）
- 竹村岩男 - 林隆三
- 竹村陽子 - 和泉雅子
- 岡部和雄 - 中島久之
- 浜野理絵 - 結城しのぶ
- 沢藤栄造 - 御木本伸介
- 福島太一郎 - 山形勲
- 園田（警部補） - 高品格
- 君江 - 奈美悦子
- 大森修治 - 内田稔

### スタッフ（林隆三版）
- 原作 - 内田康夫「死者の木霊」
- 脚本 - 猪又憲吾
- 音楽 - 菅野光亮
- 監督 - 渡邉祐介
- 製作 - テレビ朝日、東映

## 布施博版
『戸隠伝説殺人事件』（とかくしでんせつさつじんじけん）は、1995年2月27日にTBS系「月曜ドラマスペシャル」で放送された。主演は布施博。

### キャスト（布施博版）
- 竹村岩男 - 布施博
- 竹村陽子 - 石野真子
- 木下（刑事） - 布川敏和
- 天道タキ - 星由里子
- 野矢優子 - 水野真紀
- 矢野桂一 - 山本学
- 立花智弘 - 児玉清
- 宍戸弘文 - 小松方正

### スタッフ（布施博版）
- 原作 - 内田康夫「戸隠伝説殺人事件」
- 脚本 - 岡本克己
- 演出 - 土屋統吾郎
- プロデューサー - 山津俊一
- 製作 - 泉放送制作、TBS

## 堺正章版
1998年から2000年までフジテレビ系「金曜エンタテイメント」で放送されたシリーズ。全3回。主演は堺正章。

### キャスト（堺正章版）

#### 長野県警捜査一課（堺正章版）
竹村岩男
演 - 堺正章
階級は警部。
塚本
演 - 渡辺いっけい（第2作・第3作）
課長。
吉井
演 - 笹野高史
刑事。
木下
演 - ユースケ・サンタマリア
刑事。

#### その他（堺正章版）
竹村陽子
演 - 原田美枝子
岩男の妻。

#### ゲスト（堺正章版）
第1作「北国街道殺人事件」（1998年）
- 田尻風見子（女子大生） - 酒井美紀
- 田尻富子（風見子の母） - 山口美也子
- 大沢雄一（日南大学 助教授） - 山上賢治
- 川端守（火葬場の職員） - 菊池均也
- 篠原清司（医療法人「海風会」院長） - 佐戸井けん太
- 警官 - 伊藤俊人
- 報道アナ - 鵜月光子
- 細田（長野県警長野中央警察署 署長） - 渡辺いっけい
- 畑野恭子（畑野の後妻） - 麻丘めぐみ
- 畑野高秀（明和大学 教授・3年前から行方不明） - 夏八木勲（特別出演）

第2作「戸隠伝説殺人事件」（1999年）
- 警官 - 伊藤俊人
- 沢田（沢田興信所 所長） - 八嶋智人
- 石原華代（隆二の妻） - 森澤早苗
- 井沢（武田の秘書） - 中谷彰宏
- 宍戸弘文（衆議院議員） - 戸沢佑介
- 武田喜助（地元財界人） - 田村元治
- 石原隆二（印刷業経営） - 牧宮弘
- 野矢優子（桂一の孫） - 勝野雅奈恵
- 立花智弘（大学教授・民族学者） - 平泉成
- 野矢桂一（クリーニング店経営） - 加藤武
- 天道タキ（天智院の巫女・占い師） - 若尾文子

第3作「追分殺人事件」（2000年）
- 丸岡一枝（人形作家） - さとう珠緒
- 猪瀬（長野県警軽井沢警察署 巡査） - 伊藤俊人
- 酒屋「高崎屋」店主 - 酒井敏也
- 酒屋「高崎屋」店主夫人 - 川俣しのぶ
- 坂口（警視庁捜査一課 刑事） - 飯田基祐
- 小泉令子（骨董品屋の店員） - のむらゆみ
- 大野恭子（恵美の弟子） - 日下部瑶美
- 丸岡達彦（一枝の父） - 大出俊
- 桑江沖男（元炭鉱夫・信濃追分の被害者） - 竹本純平
- 安原耕三（元炭鉱夫・本郷追分の被害者） - 妹尾正文
- 秋山徳治（桑江と安原の炭鉱夫仲間） - 佐々木敏
- そば屋の店主 - 小野了
- 谷田幸雄（恵美の弟） - 湯江健幸
- 白木恵美（画家） - 筒井真理子
- 山崎英治（骨董品屋「三叉路」店主・本名「永井満夫」） - 本田博太郎
- 岡部和雄（警視庁捜査一課 警部） - 石黒賢（友情出演）

### スタッフ（堺正章版）
- 原作 - 内田康夫
- 企画 - 清水賢治、西渕憲司（フジテレビ / 第1作）、鈴木吉弘（当時フジテレビ / 第2作）
- 脚本 - 倉沢左知代（第1作）、井上誠吾（第2作・第3作）、山永明子（第3作）
- 演出 - 星田良子
- 技術協力 - バスク
- 美術協力 - フジアール
- プロデューサー - 川上一夫
- 制作 - フジテレビ、共同テレビ

### 放送日程（堺正章版）
| 話数 | 放送日        | サブタイトル     | 原作                 | 脚本              | 演出     |
| ---- | ------------- | ---------------- | -------------------- | ----------------- | -------- |
| 1    | 1998年5月01日 | 北国街道殺人事件 | 「北国街道殺人事件」 | 倉沢左知代        | 星田良子 |
| 2    | 1999年3月19日 | 戸隠伝説殺人事件 | 「戸隠伝説殺人事件」 | 井上誠吾          | 星田良子 |
| 3    | 2000年6月02日 | 追分殺人事件     | 「追分殺人事件」     | 井上誠吾 山永明子 | 星田良子 |

## 中村梅雀版
2001年から2009年までテレビ東京・BSジャパン共同制作で放送されたシリーズ。全18回。主演は中村梅雀。
タイトルは『信濃のコロンボ事件ファイル』（第1作） → 『信濃のコロンボ』（第2作・第3作） → 『信濃のコロンボ事件ファイル』（第4作 - 第18作）。
放送枠は「女と愛とミステリー」（第1作 - 第7作）、「水曜ミステリー9（第1期）」（第8作 - 第17作）、「水曜シアター9」（第18作）。

### キャスト（中村梅雀版）

#### 長野県警察本部
竹村岩男
演 - 中村梅雀
経歴：長野県警飯田警察署（第1作）
→ 長野県警捜査一課（第2作 - ）
階級：警部補（第1作） → 警部（第2作 - ）
別名「信濃のコロンボ」。
木下真司
演 - 末吉宏司（第2作・第4作）、原田健二（第3作）、宮下直紀（第5作 - 第7作・第9作・第10作）、山下徹大（第8作）、萬雅之（第12作 - 第18作）
経歴：長野県警長野北警察署（第2作）
→ 長野県警捜査一課（第3作 - ）
竹村の部下。
吉井正義
演 - 加藤純平（第4作 - 第18作）
長野県警捜査一課 部長刑事。竹村の部下。
大森修治
演 - 里見浩太朗
経歴：長野県警飯田警察署 署長（第1作）
→ 長野県警長野北警察署 署長（第2作 - 第6作）
→ 長野県警察 刑事部長（第7作 - ）
竹村の良き理解者。

#### 警視庁捜査一課（中村梅雀版）
岡部和雄
演 - 松村雄基
経歴：警視庁南品川警察署（第1作）
→ 警視庁捜査一課（第2作 - ）
階級は警部。
川島
演 - 伊吹康太郎（第5作 - 第14作）、小島邦裕（第15作・第16作）
刑事。

#### 警察署
安岡
演 - 木下ほうか（第3作・第4作）
長野県警長野北警察署 刑事。階級は警部。
桜井
演 - 橋本啓輝（第6作 - 第11作・第13作）
長野県警西軽井沢警察署 刑事。
柄谷
演 - 山西道広（第10作・第11作）、赤塚真人（第13作）
経歴：長野県警西軽井沢警察署 部長刑事（第10作）
→ 長野県警西軽井沢警察署（第11作・第13作）
階級は警部。
度会
演 - 原田大二郎（第15作・第16作）
長野県警千曲中央警察署 刑事。階級は警部。
草野
演 - 松尾諭（第15作）、吉田ウーロン太（第16作）
長野県警千曲中央警察署 刑事。

#### その他（中村梅雀版）
竹村陽子
演 - 原日出子
岩男の妻。

#### ゲスト（中村梅雀版）
第1作「死者の木霊」（2001年）
- 浜野理恵（五代通商 社長秘書） - 濱田万葉
- 桂木（長野県警飯田警察署 刑事） - 菊池健一郎
- 野本孝平（元総会屋） - 下元史朗
- レストランのママ - 松井紀美江
- 福島太一郎（五代通商 社長） - 久保晶
- タクシードライバー - 掛田誠
- 園田（捜査係長） - 益城宏
- 中本（刑事課長） - 高井清史
- 警視庁南品川警察署 刑事 - 草薙良一
- 工藤（青森駅 駅員） - 武野功雄
- 根岸三郎（ホテル「猪戸館」ラウンジ係） - 飯泉征貴
- 野本敏夫（孝平の甥） - 谷藤太
- 長野東警察署 鑑識 - 柳生啓介
- 軽井沢町役場 職員 - 橋本和人
- 奥村哲雄（ホテル「猪戸館」支配人） - 河原崎建三
- 大野（伊東西警察署 刑事） - 山西道広
- 平山君江（ホステス） - 中島宏海
- 沢藤栄造（五代通商 専務） - 三浦浩一

第2作「北国街道殺人事件」（2002年）
- 田尻風見子（女子大生） - 遠藤久美子
- 野村良樹（大学生） - 友井雄亮
- 喫茶店のママ - 八木小織
- 長島（元刑事） - 市川祥之助
- 畑野の姪 - 舟木幸
- 直江（国上警察署 刑事） - 松浦豊和
- 大沢健一（大学教授） - 平野稔
- 川端（火葬場 職員） - 山上賢治
- 谷永敏夫（谷永出版 社長） - 柴田林太郎
- 長野県警長野北警察署 刑事 - 中島宏幸
- 刑事 - 伊吹康太郎
- 吉岡秀男（火葬場の管理人） - 高井清史
- 猪俣（長野県警長野北警察署 警部補） - ベンガル
- 畑野高秀（東都大学国文科 教授） - 黒部進
- リポーター - 鈴木美佳
- 畑野雅代（畑野の先妻） - 上原由恵
- 谷永和子（谷永の妻） - 津山登志子
- 主婦 - 景山仁美
- 畑野恭子（畑野の後妻） - 未來貴子
- 篠原清治（五条病院 事務局長） - 斎藤洋介

第3作「「信濃の国」殺人事件」（2003年）
- 馬渕洋子（中嶋の婚約者） - 中山忍
- 伊藤カオリ（信濃テレビ報道局 社員） - 今井恵理
- 中嶋英俊（信州毎朝新聞社 記者） - 樋口浩二
- 牧田祐三（信州毎朝新聞社 編集局次長） - 浅見小四郎
- 遠山光次朗（元長野県議会議員） - 中村靖之介
- 甘利知美（甘利歯科医院 院長夫人） - 吉宮君子
- 警察官 - 山本恵美
- 茶屋の店員 - 小野愛
- 平沼武次（武一の弟） - 大地黎
- 宮崎（捜査一課長） - 伏見哲夫
- 前川（刑事） - 近藤康成
- 長野県警長野北警察署 刑事 - 摩呂敏益
- 平沼武太郎（武一と武次の父・元長野県議会議員） - 左右田一平
- 平沼武一（長野県議会議員候補者） - 潮哲也
- 知美の友人 - 中野今日子
- 大林章雄（信州毎朝新聞社 資料室長） - 秋野太作

第4作「戸隠伝説殺人事件」（2003年）
- 野矢優子（東洋文化大学 学生） - 神戸みゆき
- 武田喜助（武田建設 社長） - 守田比呂也
- 石原隆二（広告会社社長） - 灰地順
- 武田佐知江（武田の妻） - 澤井孝子
- 宍戸弘文（代議士） - 穂積隆信
- 天道タキ - 三條美紀（若き日：神戸みゆき〈二役〉）
- 野矢桂一（優子の祖父） - 山田吾一
- 立花智弘（東洋文化大学 名誉教授） - 細川俊之（若き日：倉貫匡弘）

第5作「追分殺人事件」（2004年）
- 谷田恵美（人形作家） - 渡辺梓
- 桑江仲男 - 大門伍朗
- 安原耕三 - 仲野文梧
- 骨董店主人 - 山崎満
- 秋山徳二（元炭鉱夫） - 大門正明
- 佐々木（江差追分会事務所 職員） - 渡辺哲
- 小川誠一郎 - 村田吉次郎
- 丸岡和人（一枝の父） - 清水綋治
- 永井満良（骨董屋「三叉路」代表） - 西田健
- 丸岡一枝（人形店「ドールハウス・こぶし」主人） - 田中美奈子

第6作「軽井沢殺人事件」（2004年）
- 野本美貴（大芝精機 社員） - 大路恵美
- 志沢（警視庁公安部員・警視） - 近童弐吉
- 森脇（警視庁捜査一課 警視） - 並樹史朗
- 鶴野（長野県警西軽井沢警察署 署長・警視） - 鶴田忍
- 野本進吾（美貴の祖父） - 奥村公延
- 中山次朗（小瀬木商事 社員） - 佐野圭亮
- 成田（大芝精機 部長） - 山上賢治
- 渡海（警視庁捜査一課 警視正） - 香川耕二
- 草西敬次郎（草西珈琲店 店主・軽井沢彫アトリエの講師） - 梅野泰靖
- 大原賀一郎（大芝精機 会長） - 神山繁
- 大原亜矢子（大原の妻・旧姓「九条」） - 岡田茉莉子

第7作「見知らぬ鍵」（2005年）
- 峰岸小夜子（峰岸の妻） - 遊井亮子
- 西野弘美（ペンションの従業員） - 神戸みゆき
- 峰岸雄司（大都銀行八重洲支店 行員） - 井田國彦
- 臼井敏男（大都銀行八重洲支店 行員） - 志村東吾
- 今野（大都銀行八重洲支店 課長） - 中根徹
- 富原（大都銀行 専務） - 平野稔
- 千原（長野県警諏訪湖警察署 部長刑事） - 鈴木ヒロミツ
- 野中（長野県警諏訪湖警察署 警部） - 江藤潤
- 東野健一郎（大都銀行八重洲支店 支店長） - 田中健

第8作「アリスの騎士」（2005年）
- 根岸絵里（ペンション「アリスの館」オーナー） - 喜多嶋舞（幼少期：高柳樹莉亜〈ノンクレジット〉）
- 中原（長野県警小諸中央警察署 刑事課長・警部） - 松澤一之
- 寺山（長野県警小諸中央警察署 刑事） - 四方堂亘
- 島津由紀（絵里の姉） - 辻沢杏子
- 萩原春男（萩原税理士事務所 所長） - 山上賢治
- 長瀬美紀（銀座のギャラリー「Miki」オーナー・嘉男の愛人） - 景山仁美
- ラブホテル掃除婦 - 大和なでしこ
- ラブホテル従業員 - 高井清史
- 瀧澤（長野県警小諸中央警察署 刑事） - 佐野圭亮
- 島津広志（由紀の夫） - 松涛喜八郎
- 根岸嘉男（絵里の夫・婿養子・画家） - 小沢和義
- 萩原房江（萩原の妻） - 林寛子
- 土屋勉（土屋工務店 社長） - 林泰文（幼少期：伊藤大翔）

第9作「乗せなかった乗客」（2005年）
- 宮下愛子（遠山タクシー 臨時ドライバー・ピアノ教師） - 椋木美羽
- 篠原哲生（篠原コンサルティング 社長） - 浅見小四郎
- 柳沢勝一（浅草興産営業部 社員） - 樽沢勇紀
- 浅間山麓タクシー連合会 事務長 - 鈴木正幸
- 鑑識 - 中嶋宏幸
- 鴨田（浅草中央警察署 刑事） - 亀井栄克
- 依野（浅草中央警察署 刑事） - 上滝啓太郎
- 清水（長野県警西軽井沢警察署 部長刑事） - 山西道広
- 宮坂（長野県警西軽井沢警察署 刑事課長） - 堀内正美
- 葛城（白銀商事 組長） - 武蔵
- 富井電器 従業員 - 村野友美
- 県立上田中央高等学校 事務員 - 尾道凛
- 遠山峰子（遠山タクシー 副社長・修造の妻） - 内田春菊
- 遠山修造（遠山タクシー 社長） - 岡本富士太
- 宮下勝信（智幸の父・遠山タクシー 元ドライバー・故人） - 保坂尚輝
- 宮下智幸（県立上田中央高等学校 教師・愛子の夫） - 保坂尚輝（二役）

第10作「杜の都殺人事件」（2006年）
- 池野真理子（カメラマン） - 木内晶子
- 青木俊彦（真理子の彼氏）  - 松田悟志
- 野木雅和（陸奥エンタープライズ 社員） - 西川忠志
- 山内（宮城県警察 警視正） - 宮路佳伴
- 西沢（陸奥エンタープライズ 社員） - 三島ゆたか
- 糸村（陸奥エンタープライズ 社員） - 平塚真介
- 可野啓一（日東銀行仙台支店 次長） - 渡辺航
- 清水修司（軽井沢の設計事務所所長） - 野村宏伸
- 小野寺（仙台新報東京支社 記者） - 朝山日出男
- 池野栄司（真理子の父・故人） - 小倉一郎
- 吉村潤一郎（陸奥エンタープライズ 総務部長） - 立川三貴
- 清水菊栄（清水の妻） - 菊池麻衣子

第11作「埋もれ火」（2006年）
- 河島孝之（陶芸家） - 寺田農
- 波多野賢一（謎の男） - 阿部進之介
- 村内典子（小説家） - 伴杏里
- 吉岡由利（女子大生） - 小田有紗
- 末永弘子（育生園 園長） - 西川かずこ
- 倉田冴子（陶芸教室主催者） - 紫野明日香
- 瀬尾（東浅草警察署 刑事） - 高橋佑一郎
- 中森雄司（ホームレス） - 頭師佳孝
- 中森輝子（中森の妻） - 高橋美穂
- 柳沢たき（吉岡家のお手伝い） - 二木てるみ
- 河島真砂子（河島の妻） - 川上麻衣子

第12作「陰画の構図」（2006年）
- 高山冬子（テレビ信濃 レポーター） - 小田茜
- 立花カオル（タレント） - 須藤温子
- 前山雄司（テレビ信濃 チーフディレクター） - 嵐広也
- 松崎一郎（テレビ信濃 アシスタントディレクター） - 加賀健治
- のりこ（テレビ信濃 スタッフ） - 朱門みず穂
- レストランのウェイター - 浅見小四郎
- 大島真治（「長野県これで?いいんかい」事務所の職員） - 朝倉伸二
- 小林警部の部下 - 岩本宗規
- 堀川清孝（自然保護市民運動家会長・佐藤源治の高校の同級生） - 野口雅弘
- 広野宗昭（テレビ信濃 製作部長） - 大河内浩
- 小林（長野県警松本中央警察署 警部） - 伊吹吾郎
- 佐藤源治（テレビ信濃 ディレクター） - 金田明夫

第13作「盲目のピアニスト」（2006年）
- 戸津輝美（盲目のピアニスト） - 前田愛
- 白鳥蘭子（ヴァイオリニスト） - 斉藤林子
- 山田信介（チェロ演奏者） - 大竹周作
- 中村茂樹（コントラバス演奏者） - 赤間浩一
- 赤井義一（百合子の隣人） - 岡田太郎
- 奥野司郎（ピアニスト） - 大沢樹生
- 菅谷民雄（ヴィオラ演奏者） - 中嶋宏幸
- 鹿島哲也 - 野村信次
- 鹿島澄江（鹿島の妻） - 木村翠
- 江島広康（ピアノ作り技術者） - 石田聡
- 広田伸次（ヒロタミュージック 社長） - 松田洋治
- 柳沢（長野県警西軽井沢警察署 刑事課長） - 横内正
- 戸津さと子（新光楽器軽井沢寮の管理人・輝美の母） - 水沢アキ
- 奥野百合子（ピアニスト・司郎の叔母） - 鰐淵晴子

第14作「死あわせなカップル」（2007年）
- 羽山喜代子（羽山の妻） - 山本未來（幼少期：疋田英美）
- 千原（長野県警諏訪湖警察署 警部） - 伊藤洋三郎
- 羽山米義（ヤッホー電機小諸店配送係 係長） - 掛田誠
- 宇野久子（宇野の妻） - 川俣しのぶ
- 有賀（自殺未遂者） - 富川一人
- 星野祐造（ホームレス） - 堀勉
- 佐々木（星野の仲間） - 山崎健二
- 山田（長野県警諏訪湖警察署 署長） - 鶴岡修
- 村尾（諏訪湖ヨットハーバーの駐車場管理人） - 二瓶正也
- 青木（公園管理人） - 草川祐馬
- 美智子（自殺未遂者） - 璃乃亜
- 熊井（長野県警諏訪湖警察署 刑事） - 朝山日出男
- 堀田陽一（喜代子の父） - 小椋毅
- 進藤（長野県警諏訪湖警察署 鑑識員） - もちづきる美
- 名越（長野県警諏訪湖警察署 刑事） - 三浦清光
- 須永（警視庁四谷警察署 刑事） - 藤井偉策
- 中嶋（老人ホーム「夢の郷」職員） - 杉山みどり
- 瀬戸幸吉（喫茶店「カントリー」マスター） - 松崎しげる
- 外川茂（老人ホーム「夢の郷」入居者・長野御代田警察署 元巡査） - 河原さぶ
- 宇野和男（カノングループ開発部 主任） - 西村和彦（幼少期：城野真之介）

第15作「愛するあまり」（2007年）
- 菊池早智子（しなの幼稚園 保育士） - 中山エミリ
- 小宮由紀子（小宮の妻・早智子の姉） - 大家由祐子
- 山崎俊夫（西こうえんじ歯科医院 医師） - 柳生啓介
- 木村多恵子（菱丸商事 元派遣社員） - 伊藤留奈
- 沼田清（西こうえんじ歯科医院 院長） - 浅見小四郎
- 大塚大三郎（闇金融社員） - 桐生康詩
- 布施栄子（由紀子の友人） - 金子毬亜
- 中村茂子（由紀子の友人） - 瀬川寿子
- 森（森歯科医院 医師） - 野村昇史
- 高杉（長野県警捜査一課 刑事） - 鈴木秀人
- ヤミ金融者 - 増田精一郎
- 榎戸（長野県警捜査一課 警部） - 新藤栄作
- 小宮孝司（菱丸商事営業部 係長） - 大鶴義丹

第16作「願望の連環」（2008年）
- 沢田幸雄（信州フォレスト建設本社営業一課 社員） - 金子賢
- 滝口聖子（滝口の娘） - 北川弘美
- 中山和夫（ルポライター） - 岩崎正寛
- 菊池（電気屋） - 山口君
- 小沼（長野県警捜査二課 刑事） - 井上高志
- 滝口実吉（代議士） - 原田清人
- 聡子（和久子の隣人） - 棟里佳
- 柳原（文芸太陽社 編集者） - 山田アキラ
- 手塚美香（信州フォレスト建設上田支店 社員） - 竹中里美
- 落合（城南大学 職員） - 中田寛美
- 万里子（ホステス） - 西村うらら
- 杉崎（刑事） - 片山知彦
- 西津和久子（信州フォレスト建設本社経理課 主任） - 若林志穂
- 富井修司（信州フォレスト建設本社営業一課 課長） - 中村有志

第17作「遠野殺人事件」（2008年）
- 宮城留理子（森林整備機構長野支部企画課 社員） - 国分佐智子
- 土橋剛（森林整備機構長野支部 主任） - 瀬川亮
- 河合貴代（森林整備機構長野支部管理課 社員） - 悠木千帆
- 松永貞子（森林整備機構東京本部 社員） - 中野若葉
- 佐藤（佐藤の妻） - 寺田千穂
- 野口（岩手県警遠野中央警察署 刑事） - 中村圭太
- 夏目（夏目の妻） - 鹿取洋子
- 刑事 - 片山知彦
- 宮城美智子（留理子の母） - 立石凉子
- 宮城哲治郎（留理子の父） - 水島涼太
- 夏目勇二（森林整備機構東京本部 理事） - 柴田侊彦
- 若林圭吾（森林整備機構長野支部 主任） - 池内万作
- 佐藤卓（森林整備機構東京本部 経理課長） - 布川敏和
- 吉田宗平（岩手県警遠野中央警察署 警部補） - 小野武彦

第18作「越天楽がきこえる」（2009年）
- 山口響子（山口の娘） - 小沢真珠
- 笹原美里（直助の三女・笹原の妻） - 宝積有香
- 今野良江（コンノプロジェクト 社長） - 中村綾
- 大石武夫（協明造林経理課 社員） - 石井英明
- 内堀（長野県警上田北警察署 刑事） - 木村彰吾
- 吉永久美（元ホステス） - 片岡明日香
- クラブ「さざんか」ママ - 松井紀美江
- 直助の長女（代議士の妻） - 本田愛子
- 直助の次女（大企業の跡取りの妻） - 真木順子
- 運転手 - 松井祐二
- 旅館の女将 - 若原瞳
- 坂東秀幸（長野県警上田北警察署 警部） - 冷泉公裕
- 山口宗男（協明造林 経理課長） - 清郷流号
- 笹原邦義（協明造林 経理部長） - 梨本謙次郎
- 上条直助（林業開発公団 理事長） - 若林豪

### スタッフ（中村梅雀版）
- 原作 - 内田康夫
- 脚本 - 佐伯俊道、牧野繁（第3作・共同脚本）、入江信吾（第17作・共同脚本）、外間伸子（第18作・共同脚本）、程島健（第13作他・脚本協力）
- 監督 - 江崎実生
- 技術協力 - ビデオフォーカス
- 美術協力 - tac
- チーフプロデューサー - 太田哲夫（テレビ東京）、小川治（テレビ東京）
- プロデューサー - 中川順平（テレビ東京）、見留多佳城（G・カンパニー）、神埼良（G・カンパニー）、只野研治（テレビ東京）、岡部紳二（テレビ東京）、元信克則（G・カンパニー）
- 制作 - テレビ東京、BSジャパン、G・カンパニー

### 放送日程（中村梅雀版）
| 話数 | 放送日         | サブタイトル         | 原作                                              | 脚本     | 監督     | 視聴率 |
| ---- | -------------- | -------------------- | ------------------------------------------------- | -------- | -------- | ------ |
| 1    | 2001年11月14日 | 死者の木霊           | 「死者の木霊」 〔内田康夫の処女作品〕             | 佐伯俊道 | 江崎実生 | 13.6%  |
| 2    | 2002年05月22日 | 北国街道殺人事件     | 「北国街道殺人事件」                              | 佐伯俊道 | 江崎実生 | 12.0%  |
| 3    | 2003年02月05日 | 「信濃の国」殺人事件 | 「「信濃の国」殺人事件」                          | 佐伯俊道 | 江崎実生 | 15.3%  |
| 4    | 9月03日        | 戸隠伝説殺人事件     | 「戸隠伝説殺人事件」                              | 佐伯俊道 | 江崎実生 | 12.2%  |
| 5    | 2004年03月24日 | 追分殺人事件         | 「追分殺人事件」                                  | 佐伯俊道 | 江崎実生 | 10.0%  |
| 6    | 9月08日        | 軽井沢殺人事件       | 「軽井沢殺人事件」                                | 佐伯俊道 | 江崎実生 | 11.0%  |
| 7    | 2005年01月19日 | 見知らぬ鍵           | 「見知らぬ鍵」 （「軽井沢の霧の中で」所収）       | 佐伯俊道 | 江崎実生 | 10.4%  |
| 8    | 5月18日        | アリスの騎士         | 「アリスの騎士」 （「軽井沢の霧の中で」所収）     | 佐伯俊道 | 江崎実生 | 10.3%  |
| 9    | 8月31日        | 乗せなかった乗客     | 「乗せなかった乗客」 （「軽井沢の霧の中で」所収） | 佐伯俊道 | 江崎実生 | 11.7%  |
| 10   | 2006年01月11日 | 杜の都殺人事件       | 「杜の都殺人事件」                                | 佐伯俊道 | 江崎実生 | 11.5%  |
| 11   | 4月05日        | 埋もれ火             | 「埋もれ火」 （「軽井沢の霧の中で」所収）         | 佐伯俊道 | 江崎実生 | 13.7%  |
| 12   | 8月16日        | 陰画の構図           | 「陰画の構図」 （「盲目のピアニスト」所収）       | 佐伯俊道 | 江崎実生 | 12.0%  |
| 13   | 12月13日       | 盲目のピアニスト     | 「盲目のピアニスト」                              | 佐伯俊道 | 江崎実生 | 10.4%  |
| 14   | 2007年04月25日 | 死あわせなカップル   | 「死あわせなカップル」                            | 佐伯俊道 | 江崎実生 | 13.3%  |
| 15   | 10月24日       | 愛するあまり         | 「愛するあまり」 （「盲目のピアニスト」所収）     | 佐伯俊道 | 江崎実生 | 08.9%  |
| 16   | 2008年06月25日 | 願望の連環           | 「願望の連環」 （「死線上のアリア」所収）         | 佐伯俊道 | 江崎実生 | 10.8%  |
| 17   | 12月17日       | 遠野殺人事件         | 「遠野殺人事件」                                  | 佐伯俊道 | 江崎実生 | 09.7%  |
| 18   | 2009年09月09日 | 越天楽がきこえる     | 「越天楽がきこえる」                              | 佐伯俊道 | 江崎実生 | 07.6%  |

- 視聴率はビデオリサーチ調べ、関東地区・世帯

## 寺脇康文版
2013年から2017年までTBS系で放送されたシリーズ。全5回。主演は寺脇康文。
放送枠は「月曜ゴールデン」（第1作・第2作）、「月曜名作劇場」（第3作 - 第5作）。
2017年11月27日、「警視庁岡部班」がスピンオフされた。第2弾は2018年11月14日放送。

### キャスト（寺脇康文版）

#### 長野県警捜査一課（寺脇康文版）
竹村岩男
演 - 寺脇康文
経歴：長野県警飯田警察署刑事課（第1作）
→ 長野県警捜査一課（第2作 - ）
階級：巡査部長（第1作） → 警部（第2作 - ）
別名「信濃のコロンボ」。同僚からは「タケさん」、丸山からは「タケちゃん」と呼ばれている。
木下隼人（真司）
演 - 川村陽介（第2作 - ）
階級は巡査部長。竹村の相棒。第2作は「木下真司」の名前で登場。
丸山から「キノちゃん」と呼ばれている（第5作）。
宮崎良雄
演 - 螢雪次朗（第2作 - ）
課長。階級は警視。
石田
演 - 石田尚巳（第4作・第5作）
経歴：長野県警捜査一課（第4作）
→ 長野西警察署（第5作）

#### 警視庁捜査一課（寺脇康文版）
岡部和雄
演 - 高橋克典
経歴：警視庁室町警察署刑事課（第1作・第2作）
→ 警視庁捜査一課（第3作 - ）
階級：警部補（第1作） → 警部（第2作 - ）
岡部班 班長。
宮島昌矢
演 - 近江谷太朗（第1作・第2作・第4作）
経歴：警視庁室町警察署捜査1課（第1作・第2作）
→ 警視庁捜査一課（第4作）
階級は警部。岡部の上司。
田中
演 - 草野とおる（第1作・第4作）
刑事。
佐藤
演 - 中村僚志（第1作・第3作・第4作）
刑事。

#### その他（寺脇康文版）
竹村陽子
演 - 麻生祐未
岩男の妻。旅館「たけむら」の女将（第1作・第2作）。
第3作から旅館の設定がなくなり、住まいも、旅館「たけむら」から「長野県営職員宿舎」に変更された。
丸山亮介
演 - 温水洋一
竹村岩男の友人。町医者。
戸沢信夫
演 - 村松利史（第1作 - 第3作・第5作）
経歴：タクシードライバー（第1作）
→ 「毒の平・荒倉キャンプ場 管理事務所」係員（第2作）
→ 出雲崎火葬場の責任者（第3作）
→ 谷口材木店の従業員（第5作）

#### ゲスト（寺脇康文版）
第1作「死者の木霊」（2013年）
- 桂木誠（長野県警飯田警察署刑事課 巡査） - 庄野崎謙
- 浜野理恵（五代通商 社長秘書） - 滝沢沙織
- 君江（クラブ三番館 ホステス） - 遊井亮子
- 奥村哲夫（鳥羽ワールドホテル 支配人） - 春海四方
- 野本敏夫（五代通商ビルの住込み管理人） - 山中聡
- 野本美津子（敏夫の妻） - 宮澤美保
- 工藤典夫（青森駅 駅員） - 六角慎司
- 長野地方法務局軽井沢支局 局員 - 鈴木拓
- 根岸三郎（鳥羽ワールドホテル 従業員） - 向野章太郎
- 新井貴志（長野県警鑑識課 巡査部長） - 嶋田久作
- 大森修司（長野県警飯田警察署 署長） - 西村雅彦
- 大久保豊（五代通商庶務課 課長） - 松井宗但
- レイコ（クラブ三番館 ホステス） - 木村亜梨沙
- 特捜刑事 - 中村公隆
- ミカ（クラブ三番館 ホステス） - 綱島恵里香
- 鳥羽ワールドホテル 従業員 - 木野宏美
- 野本孝平のアパート大家 - 花ヶ前浩一
- TVアナウンサー - 松井天斗、杉林功
- 根岸のアパート大家 - 椿鮒子
- 鳥羽ワールドホテル フロント - 川端英司
- 旅館「たけむら」若女将 - 佐々木麻衣
- 福島太一郎（五代通商 社長・野本孝平と同じ大学出身） - 長谷川初範
- 沢藤栄造（五代通商 専務） - 小木茂光
- 野本孝平（総会屋・敏夫の叔父） - 本田博太郎

第2作「戸隠伝説殺人事件」（2014年）
- 野矢優子（桂一の孫・帝都大学 学生） - 新川優愛
- 野矢桂一（北信ランドリー 社長・桂次郎の息子） - 小倉一郎（若き日：山口大地）
- 武田喜助（武田商会 社長・旧姓「徳岡」） - 丸岡奨詞（若き日：日中泰景）
- 宍戸弘文（衆議院議員） - 浜田晃（若き日：中野マサアキ）
- 高野（「ホテル アルカディア」支配人） - 遠山俊也
- 石原隆二（東京通信広告 社長） - 森下哲夫（若き日：大村学）
- 石原華代（石原の妻） - 有邑たま美
- 笠井静（石原家の家政婦） - 福井裕子
- 天道タキ（天智院の巫女・44年前の立花智弘の恋人） - 池田道枝（若き日：新川優愛〈二役〉）
- 長野市戸隠支所 助役 - 田口主将
- 野矢桂次郎（44年前の天道家の使用人） - 中野順二
- 帝都大学 関係者 - 牧村泉三郎
- 立花智弘（帝都大学文学部 教授） - 田村亮（若き日：青木健）
- 宍戸議員の秘書 - 飯野雅彦
- 長野市戸隠支所 職員 - 潮美華
- 立花のマンション管理人 - 上杉二美
- 武田佐知江（武田の妻） - 丘みつ子

第3作「北国街道殺人事件」（2016年）
- 直江健三郎（新潟県出雲崎警察署 刑事） - モト冬樹
- 田尻風見子（女子大生） - 高田里穂
- 岡田薫（女子大生） - 山﨑萌香
- 刀根鉄子（畑野家の隣人） - 大島蓉子
- 畑野君子（畑野高秀の甥の嫁） - 中島愛里
- 川端達彦（出雲崎火葬場 職員） - 伊藤毅
- 大沢雄一（東京三田大学 人文学准教授） - 宮本大誠
- 新潟県警 警官 - 斉木テツ
- 中村（新潟県警 警官） - 谷口翔太
- 谷永（谷永敏夫社長の妻） - 田口照
- アナウンサー - 山中秀樹
- 畑野恭子（畑野高秀の後妻） - 井上晴美
- 畑野高秀（北澤大学 人文学教授・2年前から行方不明） - 清水章吾
- 篠原清司（出雲崎病院 事務長） - 相島一之

第4作「軽井沢追分殺人事件」（2017年）
- 丸岡一枝（雑貨屋「オリーブ」店主・愛犬コタローの飼主） - 北川弘美
- 谷田恵美（人形作家） - 須藤理彩
- 安原耕三（江差追分節同好会 旧メンバー） - 諏訪太朗
- 谷田幸雄（恵美の弟） - 八神蓮
- 小野初子（酒屋の嫁） - 氏家恵
- 永井薫（骨董品店「三叉路」店員・永井の妻） - 岩橋道子
- 秋山徳二（牧場主・桑江仲男の友人） - おかやまはじめ
- 佐々木亨（江差追分節同好会 メンバー） - 原田龍二（友情出演）
- 小西勝男（大工） - 山本圭祐
- 林博之（麻薬取締官） - 増田修一朗
- 追分宿郷土館 職員 - 仲義代
- 高木（東京駅 駅員） - 西沢仁太
- 旅館「油屋」仲居 - 仲村瑠璃亜
- アパート「コーポ江差」入居者（桑江の昔の隣人） - わかばかなめ
- トシコ（桑江の元妻・ヤク中） - 尾藤亜衣
- 追分節保存会 会員 - 田中登志哉
- 斉藤（永井の部下） - 斉木テツ
- 軽井沢の警察官 - 大河原啓介
- 永井満良（骨董品店「三叉路」オーナー・江差追分節同好会 旧メンバー） - 六平直政
- 桑江仲男（江差追分節同好会 旧メンバー） - 三浦浩一
- 丸岡武人（一枝の父） - 小野寺昭

第5作「「信濃の国」殺人事件」（2017年）
- 中嶋英俊（信濃毎朝新聞 記者・牧田の部下） - 石垣佑磨
- 入江紀子（平沼の秘書） - 平田薫
- 青木健夫（信濃毎朝新聞 記者・中嶋の同僚） - 須田邦裕
- 中嶋美佐子（中嶋の妹） - 原田佳奈
- 牧田祐三（信濃毎朝新聞 編集局次長） - 井上康
- 平沼の選挙スタッフ - 生田佳那
- 長野西警察署 刑事 - 大河原啓介
- 安岡和利（長野西警察署 署長・警視正） - 山田純大
- 甘利知美（和菓子屋「信州甘利堂」従業員） - わかばかなめ
- バスガイド - 加藤明子
- 谷口健司（谷口の父・元長野県議会議員） - 岩田臣充
- 谷口節男（谷口材木店 社長・東京在住） - 舩坂裕貴
- 遠山幸一（平沼の選挙スタッフ） - 伊藤正之
- アナウンサー - 山中秀樹
- 平沼武太郎（長野県知事選候補） - 山本圭
- 坂口隆太郎（警視庁捜査一課 岡部班） - 田口浩正（ノンクレジット）
- 松岡千秋（警視庁捜査一課 岡部班） - 中村静香（ノンクレジット）
- 佐藤俊（警視庁捜査一課 岡部班） - 鈴木貴之（ノンクレジット）
- 神谷幸助（警視庁捜査一課 岡部班） - 佐野史郎（ノンクレジット）

### スタッフ（寺脇康文版）
- 原作 - 内田康夫
- 脚本 - 穴吹一郎
- 監督 - 中前勇児
- 企画 - 石丸彰彦（第1作・第2作）
- 編成 - 中井芳彦（第3作 - ）
- アソシエイトプロデューサー - 川上一夫（第1作）
- プロデューサー - 中川真吾（ジニアス）
- 製作 - ジニアス、TBS

### 放送日程（寺脇康文版）
| 話数 | 放送日         | サブタイトル         | 原作                     | 脚本     | 監督     |
| ---- | -------------- | -------------------- | ------------------------ | -------- | -------- |
| 1    | 2013年10月07日 | 死者の木霊           | 「死者の木霊」           | 穴吹一郎 | 中前勇児 |
| 2    | 2014年11月24日 | 戸隠伝説殺人事件     | 「戸隠伝説殺人事件」     | 穴吹一郎 | 中前勇児 |
| 3    | 2016年11月14日 | 北国街道殺人事件     | 「北国街道殺人事件」     | 穴吹一郎 | 中前勇児 |
| 4    | 2017年04月24日 | 軽井沢追分殺人事件   | 「追分殺人事件」         | 穴吹一郎 | 中前勇児 |
| 5    | 11月20日       | 「信濃の国」殺人事件 | 「「信濃の国」殺人事件」 | 穴吹一郎 | 中前勇児 |

## 伊藤淳史版
2020年からテレビ東京「月曜プレミア8」で放送されたシリーズ。
2020年4月27日に第1作『内田康夫サスペンス 新・信濃のコロンボ〜追分殺人事件〜』が放送予定であったが 、同年4月23日の岡江久美子の急逝を受け、追悼企画として2012年6月27日に「水曜ミステリー9」枠で放送された『密会の宿9 宝石の甘い罠』の再放送へ差し替えとなり、2020年6月8日に延期して放送された。
竹村岩男役を伊藤淳史、岡部和雄役を三浦貴大が演じ、同じくテレビ東京版で竹村役を演じてきた中村梅雀が刑事部長・大森修治役として出演する。

### キャスト（伊藤淳史版）

#### 長野県警察本部（伊藤淳史版）
竹村岩男
演 - 伊藤淳史
長野県警捜査一課 警部。別名「信濃のコロンボ」。蕎麦打ちが得意。
吉井正義
演 - 戸田昌宏
長野県警捜査一課 巡査部長。竹村の部下。デカ長。似顔絵が得意。
木下真司
演 - 財木琢磨（第1作）、染谷俊之（第2作）
長野県警捜査一課 巡査。竹村の部下。以前はよく竹村とコンビを組んでいた。
寺沢美由紀
演 - 矢島舞美
長野県警捜査一課 巡査。竹村の部下。元交通課で着任早々に竹村とコンビを組み捜査をする。犬が苦手。
北川忠
演 - 利重剛
長野県警捜査一課 管理官。
出崎孝治
演 - 長谷川朝晴
長野県警鑑識課 警部補。
大森修治
演 - 中村梅雀
長野県警刑事部長 警視正。竹村の良き理解者。

#### 警視庁捜査一課（伊藤淳史版）
岡部和雄
演 - 三浦貴大
警視庁捜査一課 警部。番組開始前から竹村と陽子とは知り合いで、竹村の自宅に招かれ蕎麦をおもてなしされる仲。
坂口太
演 - 岩上隼也
警視庁捜査一課 巡査。岡部の相棒。

#### その他（伊藤淳史版）
竹村陽子
演 - 美村里江
竹村の妻。竹村と警察官舎で二人暮らし。パート勤めをしている。

#### ゲスト（伊藤淳史版）
第1作「追分殺人事件」（2020年）
- 谷田恵美（人形作家） - 国生さゆり（7歳：米村莉子 / 青年期：夢宮加菜枝）
- 丸岡一枝（雑貨屋「こぶし」店主） - 篠原ゆき子
- 秋山徳二（江差金属 従業員） - 堤大二郎
- 稲垣太一（ヤクの売人） - カトウシンスケ
- 39年前の夕張炭鉱の幹部 - 田中美央、齋藤隆介
- 酒屋の店員 - 周本絵梨香
- 桑江仲男（元炭鉱夫） - 山上賢治
- 安原耕三（元炭鉱夫） - ホリベン
- 小西勝男（流しの大工） - 鈴木秀人
- 小川（追分宿郷土館 職員） - ぶっちゃあ
- 蕎麦屋「かぎもとや」店主 - 浅見小四郎
- 久美（蕎麦屋「かぎもとや」店員） - 芳野友美
- バー「moon waltz」マスター - 堀聡志
- 暴力団員 - 西本竜樹、辻井拓
- 生前の小西を目撃した男 - 牧トオル
- 小西の遺体の第一発見者 - 高野靖彦
- 丸岡武人（一枝の父） - 堀内正美
- 谷田幸雄（骨董品店「三叉路」店員・恵美の弟） - 徳重聡（5歳：福田龍世 / 青年期：山下諒真）
- 永井満良（骨董品店「三叉路」オーナー・NPO法人「ブルーカナリヤ」代表） - 林与一
- その他 - 安部康二郎、高橋K太、伊良子未來

第2作「北国街道殺人事件」（2021年）
- 川端篤（株式会社サムコンサル 社員・和子の養子） - 永岡佑
- 田尻風見子（桂林大学院生） - 矢作穂香
- 野村良樹（風見子の恋人） - 平野宏周
- 谷永和子（経営コンサルタント・株式会社サムコンサル 代表） - 伊藤かずえ
- 佳代子（高秀夫妻の元近所の住民） - 山村美智
- 畑野義秀（高秀の弟） - 吉満寛人
- キヨミ（スナック「かりん」ママ） - 松井紀美江
- 大久保（道の駅良寛の里わしま 従業員） - 伏見哲夫
- 葉山（スマイル家政婦紹介所世田谷支店 スタッフ） - 真木順子
- 長野北警察署 署長 - 伊吹謙太朗
- 看守 - 幕雄仁
- 畑野美代（義秀の妻） - 東佳代子
- リポーター - 藤原倫己
- 谷永敏夫（公務員・和子の2番目の夫） - 松井祐二
- 岸耕平（会社員・和子の婚約者・6年前練炭自殺） - 坂田敬史
- 川端次郎（団体職員・和子の最初の夫・5年前滑落死） - 小林三十朗
- 篠原清司（長野峰南病院 事務局長） - 小沢和義
- 畑野高秀（桂林大学文学部国文学科 教授） - 佐戸井けん太
- 畑野恭子（高秀の妻・川端家の元家政婦） - 栗山千明
- その他 - 伊藤佑晟

### スタッフ（伊藤淳史版）
- 原作 - 内田康夫
- 脚本 - 入江信吾
- 監督 - 星野和成（第1作）、本田隆一（第2作）
- 技術協力 - ビデオフォーカス
- チーフプロデューサー - 中川順平（テレビ東京）
- プロデューサー - 阿部真士（テレビ東京）、見留多佳城（G・カンパニー）、神埼良（G・カンパニー）
- 制作 - テレビ東京、BSテレ東、G・カンパニー

### 放送日程（伊藤淳史版）
| 話数 | 放送日        | サブタイトル     | 原作                 | 脚本     | 監督     |
| ---- | ------------- | ---------------- | -------------------- | -------- | -------- |
| 1    | 2020年4月27日 | 追分殺人事件     | 「追分殺人事件」     | 入江信吾 | 星野和成 |
| 2    | 2021年8月23日 | 北国街道殺人事件 | 「北国街道殺人事件」 | 入江信吾 | 本田隆一 |